# David Skinner
Pour les articles homonymes, voir Skinner.
David Skinner (né en 1964) est directeur de la musique à Sidney Sussex College, Cambridge. Il a cofondé l'ensemble de musique vocale Cardinall's Musick et de musique ancienne, Magdala.

## Biographie
Skinner effectue ses études à l'Université d'Édimbourg et à Christ Church d'Oxford, où il reçoit son doctorat en 1995 : une biographie de Nicolas Ludford et d'une édition critique de ses antiennes. Il enseigne ensuite dans les universités d'Oxford, de Glasgow, de Cambridge et au Royal Holloway College. Il a été membre de la chorale de la cathédrale Christ Church pendant six ans, en tant que commis laïc académique et greffier.
Avec le chanteur et chef de chœur Andrew Carwood, il fonde The Cardinall's Musick, dont il est le directeur artistique. L'ensemble a produit plus de vingt-cinq enregistrements. Il est associé à un certain nombre de projets primés (notamment deux Gramophone Awards et trois finalistes pour le Diapason d'or, le Deutsche Schallplatten et une nomination aux Grammy awards). 
Son dernier chœur, Alamire, est fondé en 2005. Avec l'ensemble Fretwork et le Choir of Sidney Sussex College, Cambridge, il remporte l'« Enregistrement du mois » du magazine Gramophone en février 2008. En 2011, David Skinner et Alamire commencent un programme étalé sur dix ans et trente disques, explorant la musique chorale anglaise entre 1400 et le milieu du 17e siècle.
Il reçoit un Gramophone Award 2015 pour l'enregistrement Alamire de The Spy's Choirbook, tandis que son dernier projet, Anne Boleyn's Songbook gagne le Limelight Award en Australie et a été nommé pour le BBC Music Magazine Award. Leur prochain projet est sur Thomas Tallis et la dernière reine d'Henri VIII, Catherine Parr.

### Livres
- The Arundel Choirbook (Duke of Norfolk, Roxburghe Club, 2003).
- Nicholas Ludford I: Mass Inclina cor meum and Antiphons, Early English Church Music, 44 (Londres, Stainer & Bell, 2003).
- Nicholas Ludford II: Six-part Masses and Magnificat, Early English Church Music, 46 (Londres, Stainer & Bell, 2005).
- The Tallis Psalter: Psalms And Anthems (Londres, Novello & Co, 2013)

### Articles
- The Marian Anthem in Late Medieval England, dans The Church and Mary, Studies in Church History, 39 (Boydell & Brewer, 2004), p. 168—180.
- A new Elizabethan keyboard source in the archives of Arundel Castle, dans Brio, 39 (printemps/été, 2002), p. 18—25.
- Music and the Reformation at Magdalen, dans Magdalen College Record (2002), p. 79—83.
- Discovering the provenance and history of the Caius and Lambeth choirbooks, dans Early Music, 25 (1997), p. 245—266.
- William Cornysh: Clerk or Courtier?, dans The Musical Times (Mai 1997), p. 5—17.
- At the mynde of Nycholas Ludford: new light on Ludford from the churchwardens' accounts of St Margaret’s, Westminster, dans Early Music, vol. 22 (1994), p. 393—413.

### Enregistrements (sélection)
- Thomas Tallis & William Byrd, Cantiones Sacrae 1575, Alamire, Obsidian Records.
- Thomas Tomkins, These Distracted Times, Alamire, Fretwork, and the Choir of Sidney Sussex College, Cambridge, Obsidian Records.
- Josquin Desprez, Missa D’ung aultre amer, Motets & Chansons, Alamire, Andrew Lawrence-King, Obsidian Records.
- Philippe Verdelot, Madrigals for a Tudor King, Alamire, Obsidian Records.
- In Ages Past, Collection of Popular Hymns, Choir of Sidney Sussex College, Cambridge, Classical Communications, 2006.
- Music from the Court of Henry VIII, Alamire, Manus Records (2006).
- A Gift for a King: a Florentine Offering to Henry VIII, Magdala (2006).
- Music for Princes and Ambassadors, Magdala, Classical Communications, (2005).
- Sanctus, Magdala, Classical Communications, (2005).
- Christmas Meditations, Magdala, Classical Communications, (2004).
- Treasury of Saints, Magdala, Classical Communications, (2003).
- Glory of Gothic (pour V&A Enterprises), Magdala, Classical Communications, (2002).
- The Byrd Edition, The Cardinall's Musick, 9CD (sur 14 prévus), Sanctuary Classics, 1997—....
- William Cornysh, Latin Church Music, The Cardinall's Musick, ASV Gaudeamus Records, 1997.
- John Merbecke, Latin Church Music, The Cardinall's Musick, ASV Gaudeaumus Records, 1996.
- Robert Fayrfax, Collected works, The Cardinall's Musick, 5CD ASV Gaudeamus Records, 1995—1999.
- Nicholas Ludford, Collected works, The Cardinall's Musick, 4CD ASV Gaudeamus Records, 1993—1994.